# Герб на Полското царство
Гербът на Полското царство (на полски: Herb Królestwa Kongresowego) е руски имперски герб даден на земите обособени като Полско царство.
С названието „Полско царство“ руската власт нарича част от земите на Жечпосполита, присъединени към Руската империя в периода 1772 – 1795 г. От времето на цар Александър I руските императори се титулуват и царе на Полското царство.
Гербът е увенчан с короната на императриците Анна Ивановна и Елисавета Петровна с голям рубин и елмазен кръст на върха.